# Letnitsa
Letnitsa (bulgariska: Летница) är huvudort i kommunen Obsjtina Letnitsa i regionen Lovetj i centralnorra Bulgarien.